# 下新井
下新井（しもあらい）は、埼玉県所沢市の大字。郵便番号は359-0031。

## 地理
所沢市内の中央東部に位置し、並木地区、および松井地区に所属する。中富南、日比田、牛沼、こぶし町、若松町、北原町と隣接する。北東部を埼玉県道126号所沢堀兼狭山線が通っている。地内は山林や農地（畑）が多いが、一部で住宅地や霊園が見られる。

## 歴史
旧入間郡松井村。

## 世帯数と人口
2017年（平成29年）9月30日現在の世帯数と人口は以下の通りである。
| 大字   | 世帯数  | 人口  |
| ------ | ------- | ----- |
| 下新井 | 175世帯 | 285人 |

## 小・中学校の学区
市立小・中学校に通う場合の学区（校区）は以下の通り。
| 町丁   | 番・番地 | 小学校             | 中学校                     |
| ------ | -------- | ------------------ | -------------------------- |
| 下新井 | 全域     | 所沢市立若松小学校 | 所沢市立中央中学校（並木） |

## 交通

### 鉄道
地内に鉄道は敷設されていない。最寄駅は武蔵野線東所沢駅（約2 km南東）。また西部では西武新宿線航空公園駅または（同･池袋線）所沢駅が同程度の距離にある。

### 道路
- 埼玉県道126号所沢堀兼狭山線
- 市道「カルチャーパーク通り」

交差点
- 「斎場南入口」
- 「下新井」

バス
- 地内のバス停は、「下新井新道」、「所沢聖地霊園」

## 施設
教育
- 所沢市立若松小学校
- 所沢市立松井幼稚園[8]
- 松井保育園

公共
- 所沢カルチャーパーク（敷地一部[9]）
- 日比田水路・調整池

寺社
- 桜木神社

国学者の森田道依（もりたみちより）が本居宣長を主祭神として祀った神社。当神社に伝わる古文書群は所沢市指定文化財に指定されている。
商業
- いるま野農業協同組合 所沢共販センター

## 関連文献
- 「下新井村」『新編武蔵風土記稿』 巻ノ157入間郡ノ2、内務省地理局、1884年6月。NDLJP:764001/67。